# Richard Tavares
Richard Eduino Tavares Almeida, meglio conosciuto come Richard Tavares (Salto, 24 maggio 1964), è un ex calciatore uruguaiano, di ruolo difensore.

## Caratteristiche tecniche
Era un giocatore forte e sicuro, abile colpitore di testa.

## Carriera
Cresciuto in patria nel Montevideo Wanderers, si sposta poi in Argentina per giocare con i cadetti dell'All Boys e poi con il Racing (C). Con il club di Córdoba esordisce nella massima serie argentina, ottenendo il diciottesimo posto nella stagione 1985-1986. Nel campionato seguente passa al neopromosso Sp. Italiano, alla sua prima ed unica esperienza nella massima serie argentina, che si concluse con l'immediato ritorno in cadetteria. 
Nonostante la retrocessione si fece notare per le prestazioni e venne ingaggiato dal Boca Juniors. Con gli Xeneises gioca due campionati nella massima serie, ottenendo un secondo posto nella stagione 1988-1989. Con il club azul y oro giocò inoltre sette incontri, segnando una rete, nella Coppa Libertadores 1989, ove con i suoi furono eliminati agli ottavi di finale dai paraguaiani, futuri finalisti, dell'Olimpia. 
Terminata l'esperienza con il Boca Juniors si trasferisce in Messico per giocare nel Monterrey. Dopo l'esperienza messicana torna in Argentina, ingaggiato dal Chaco For Ever, con cui mantenne la permanenza nella massima serie dopo i vittoriosi play-out contro il Racing de Córdoba al termine del campionato 1989-1990.
Dopo un passaggio al Quilmes, Tavares tornò al Monterrey. Lasciati i Albiazules restò in Messico per giocare dapprima nell'Irapuato, poi nel Puebla, nel Correcaminos UAT ed in Veracruz.